# Alliance coopérative internationale
Pour les articles homonymes, voir ACI et ICA.
L'Alliance coopérative internationale ou ACI (en anglais, International Co-operative Alliance ou ICA) est la voix du mouvement coopératif, auprès de l'Organisation des Nations unies et de l'Organisation internationale du travail. Elle émet à ce titre la déclaration sur l'identité coopérative.

## Histoire
L'Alliance coopérative internationale est fondée en 1895.
L'ACI est membre du Comité pour la promotion et le progrès des coopératives.
L'ACI a créé le Rochdale Pioneers Award en 2000.
Son siège est transféré de Genève à Bruxelles en 2012.

## Présidence
1895 : Albert Grey et Henry William Wolff (en),
1907 : Albert Grey et William Maxwell (coopérateur) (en),
1917 : William Maxwell,
1921 : G. J. D. C. Goedhart,
1927 : Väinö Tanner,
1945 : Robert Palmer (baron) (en),
1948 : Harry Gill (en),
1955 : Marcel Brot,
1960 : Mauritz Bonow,
1975 : Roger Kerinec,
1984 : Lars Marcus,
1995 : Graham Melmoth,
1997 : Roberto Rodrigues,
2001 : Ivano Barberini,
2009 : Pauline Green,
2015 : Monique F. Leroux,
2017 : Ariel Guarco (en).

### Identités visuelles

Logo de 1925 à 2001
Logo de 2001 à 2015
Logo depuis 2015